# دور جسيمات الذهب النانوية في المعالجة الكيمائية

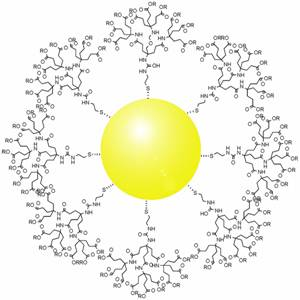

يتمثل دور الجسيمات النانوية في المعالجة الكيميائية والشعاعية باستخدام الذهب الغرواني في المعالجة لا سيما عند مرضى السرطان والتهاب المفاصل. تمثل تقنية جسيمات الذهب النانوية تطورًا واعدًا في مجال معالجة السرطان. تجعل صفات الذهب المميزة، مثل صغر حجمه، وكونه لا يسبب تفاعلًا سميًا أو مناعيا، تجعل منه مرشحًا مهما لأنظمة توصيل الأدوية الهدفي عند علاج السرطان. عندما تكون الجزيئات الموجهة للأنظمة آنفة الذكر صغيرة، يصبح من السهل بمكان تجاوز الحواجز الطبيعية والعقبات المختلفة في الجسم. ولزيادة النوعية واحتمال توصيل الدواء إلى الورم، تُطعم اللجائن الخاصة بالورم على الجسيمات وجزيئات العلاج الكيميائي، للسماح للأخيرة بالدوران في جميع أجزاء الورم دون الانتشار في الجسم.

## الخصائص الفيزيائية

### الحجم
يتنوع حجم حزيئات الذهب النانوية اعتمادًا على استخدامها العلاجي. في المعالجة الضوئية الحرارية للسرطان مثلًا، تُستخدم جزيئات نانوية مختلفة في كل اختبار، ويجب أن تكون موحدة الحجم، يبلغ حجمها مع الغلاف 130 نانومتر تقريبًا. عادةً ما تتراوح أحجام جزيئات الذهب النانوية المستخدمة في المعالجة الكيميائية للسرطان من 10 إلى 100 نانومتر.
تلعب مساحة السطح دورًا مهمًا جدا في توصيل الدواء، مع انخفاض قطر الجزيئات النانوية، يجب أن تزداد مساحة السطح اللازمة لنقل الأدوية، لدرجة أن ميليمتر واحد من جسيمات الذهب النانوية ذات القطر 1.8 نانومتر تمتلك مساحة سطح تُعادل مساحة سطح هاتف نقال.
يتطلب توجيه الأدوية المزيد من التحديد والنوعية، وتصنع ضمن قياسات ذات رقم واحد أو خانة واحدة، تتراوح من 3 إلى 7 نانومتر.
تُصنع العلاجات المضادة للجراثيم بأحجام مختلفة اعتمادًا على الخلية الهدف، تتراوح القياسات بين 10، أو 20، أو 40 نانومتر.

### اللون
قد تختلف ألوان جزيئات الذهب النانوية، نظرًا للقدرة على ضبط حجمها ولونها، يتراوح طيف ألوان محاليل جزيئات الذهب النانوية بين الأحمر النابض والأزرق الباهت. تلعب ألوان الجزيئات دورًا مهما جدا في تصنيعها، إذ تُستخدم كمؤشر للاختزال والتصغير، إذ إن تطبيق ضغط زائد يؤدي إلى تحول لون جزيئات الذهب النانوية إلى اللون الأحمر. 

### الاصطناع
قد تستهدف الجزيئات أنماط خلوية معينة. يتكون الورم عادةً من مجموعة مختلفة من الخلايا، وبالتالي يعتبر استهداف نمط واحد من الخلايا غير فعال وأحيانًا خطير، ويلعب دورًا بسيطًا في القضاء على الورم. كما أن الخلايا الورمية تتبدل باستمرار، ما يجعل استهداف نمط ظاهري معين عديم الفائدة. ما تزال أمام هذه التقنية مشكلتان رئيسيتان: كيف أصل إلى الهدف؟ وكيف أدمر مجموعة متنوعة من الخلايا؟